# Grand Prix automobile de France 1935
Le Grand Prix automobile de France 1935 est un Grand Prix hors-championnat qui s'est tenu sur l'autodrome de Linas-Montlhéry le 23 juin 1935.

## Grille de départ

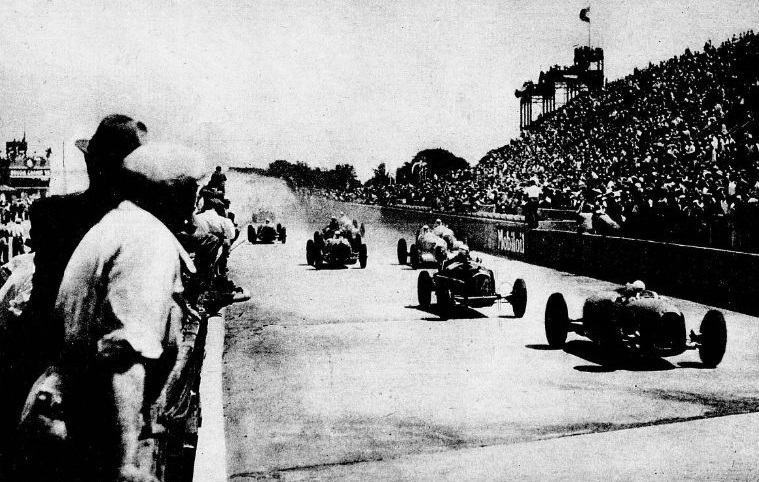
Départ du GP de l'ACF 1935 (de G à D Stuck, Nuvolari, Caracciola, et Viarzi).

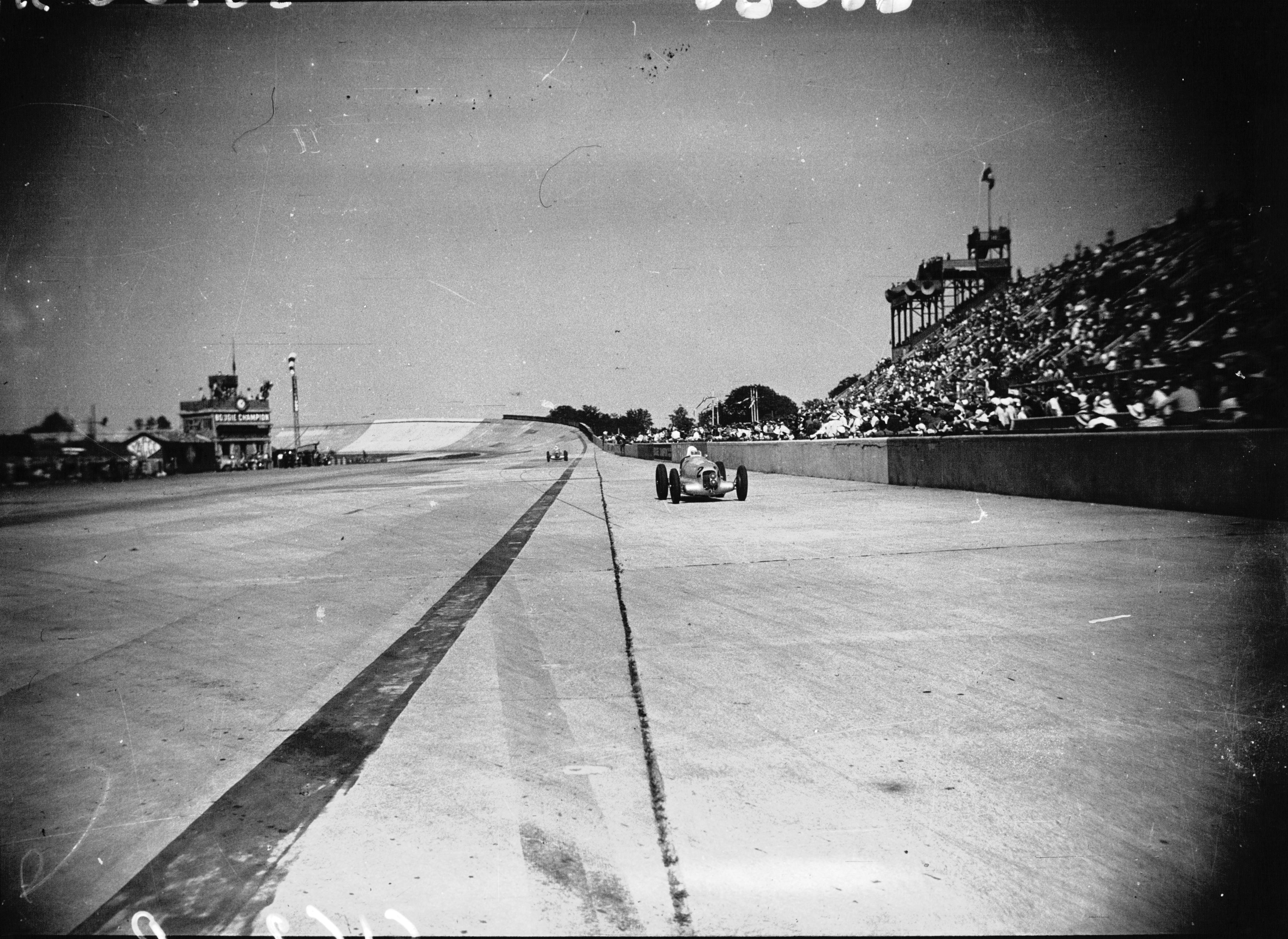
Rudolf Caracciola rentrant à son stand pour ravitailler...

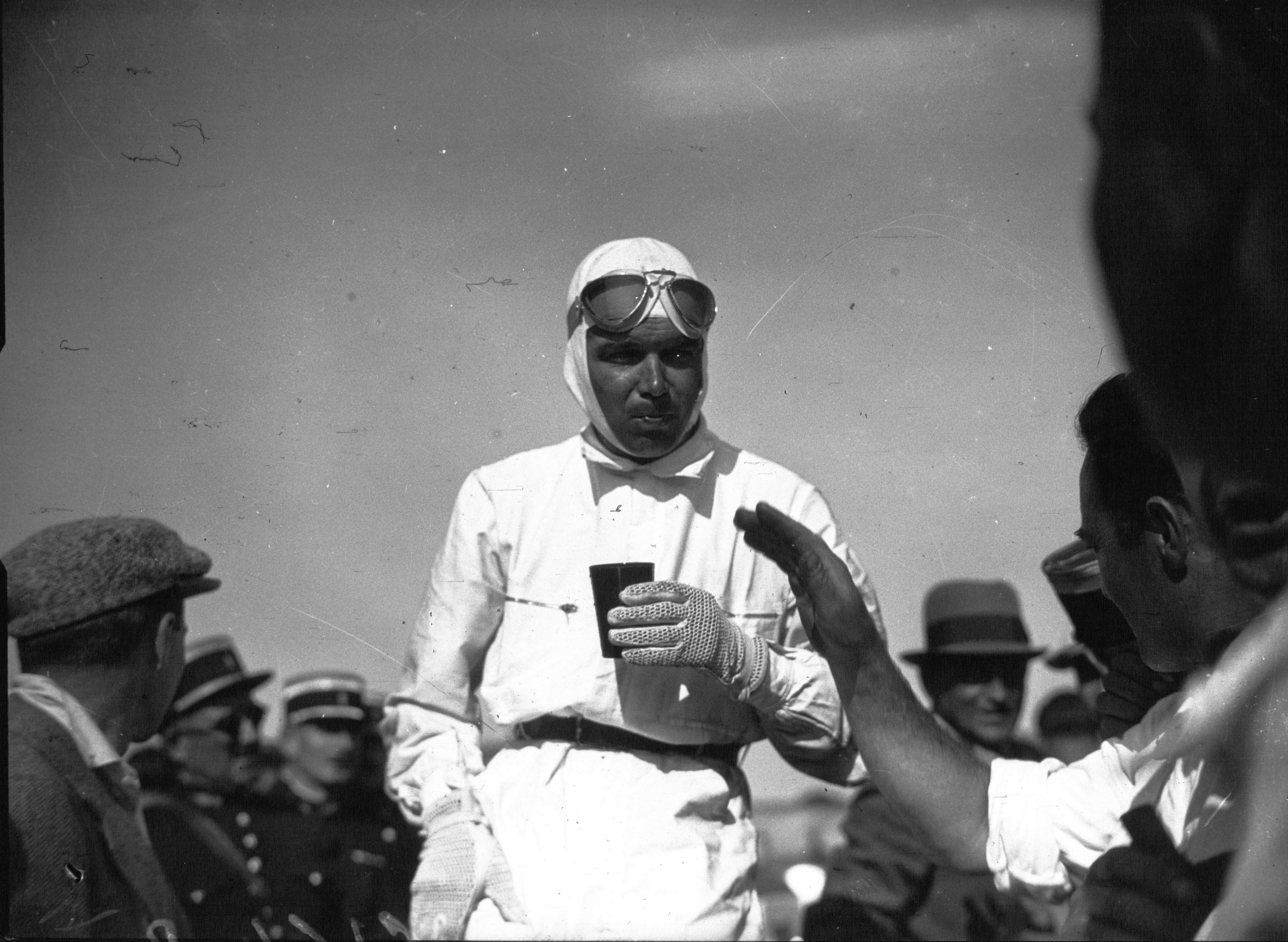
...avant sa victoire finale.

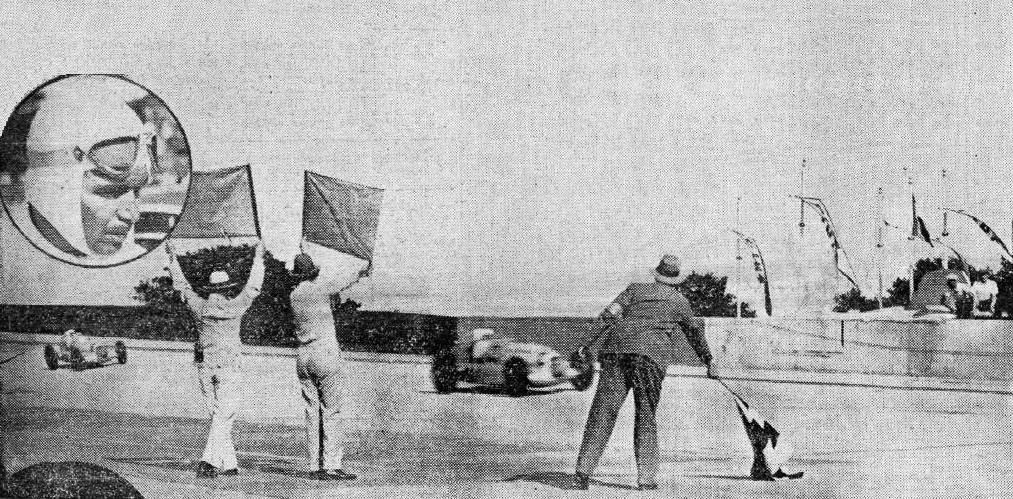
Arrivée du gagnant.

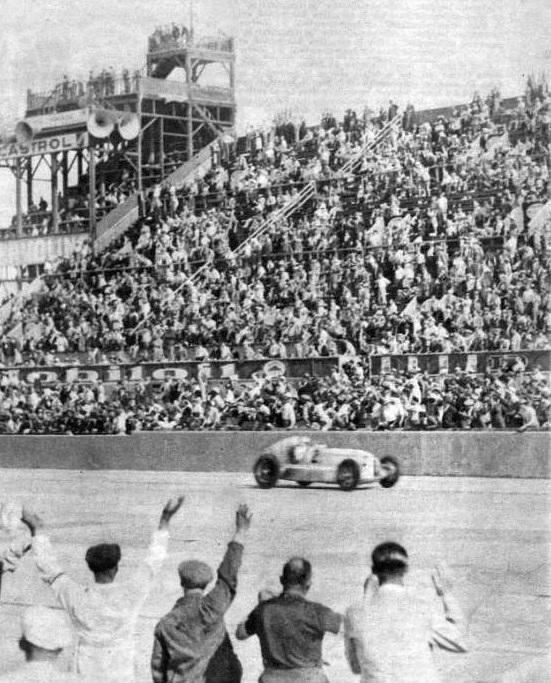
Grand Prix de l'A.C.F. 1935, Rudolf Caracciola vainqueur.

| 1re ligne | Pos. 3                                     |                                | Pos. 2                             |                                       | Pos. 1                            |
|           | Stuck Auto Union 5 min 28 s 8              |                                | Nuvolari Alfa Romeo 5 min 23 s 6   |                                       | Varzi Auto Union 5 min 20 s 1     |
| 2e ligne  |                                            | Pos. 5                         |                                    | Pos. 4                                |                                   |
|           |                                            | Chiron Alfa Romeo 5 min 31 s 9 |                                    | Caracciola Mercedes-Benz 5 min 31 s 6 |                                   |
| 3e ligne  | Pos. 8                                     |                                | Pos. 7                             |                                       | Pos. 6                            |
|           | Von Brauchitsch Mercedes-Benz 5 min 46 s 6 |                                | Fagioli Mercedes-Benz 5 min 37 s 9 |                                       | Rosemeyer Auto Union 5 min 36 s 6 |
| 4e ligne  |                                            | Pos. 10                        |                                    | Pos. 9                                |                                   |
|           |                                            | Zehender Maserati 6 min 10 s 8 |                                    | Benoist Bugatti                       |                                   |
| 5e ligne  |                                            |                                | Pos. 11                            |                                       |                                   |
|           |                                            |                                | Sommer Maserati                    |                                       |                                   |

## Classement de la course
| Pos. | no | Pilote                        | Écurie                       | Châssis            | Tours | Temps/Abandon         | Grille |
| ---- | -- | ----------------------------- | ---------------------------- | ------------------ | ----- | --------------------- | ------ |
| 1    | 2  | Rudolf Caracciola             | Daimler-Benz AG              | Mercedes-Benz W25B | 40    | 4 h 0 min 54 s 6      | 4      |
| 2    | 6  | Manfred von Brauchitsch       | Daimler-Benz AG              | Mercedes-Benz W25B | 40    | + 0 s 5               | 8      |
| 3    | 18 | Goffredo Zehender             | Scuderia Subalpina/Maserati? | Maserati 6C-34     | 38    | + 2 tours             | 10     |
| 4    | 4  | Luigi Fagioli                 | Daimler-Benz AG              | Mercedes-Benz W25B | 37    | + 3 tours             | 7      |
| 5    | 8  | Achille Varzi Bernd Rosemeyer | Auto Union AG                | Auto Union Type B  | 35    | + 5 tours             | 1      |
| 6    | 20 | Raymond Sommer                | Privé/Maserati?              | Maserati 8CM       | 35    | + 5 tours             | 11     |
| Abd. | 24 | Robert Benoist                | Automobile E. Bugatti        | Bugatti T59/T50    | 16    |                       | 9      |
| Abd. | 14 | Tazio Nuvolari                | Scuderia Ferrari             | Alfa Romeo Tipo B  | 14    | Transmission          | 2      |
| Abd. | 12 | Bernd Rosemeyer               | Auto Union AG                | Auto Union Type B  | 11    | Allumage/Transmission | 6      |
| Abd. | 16 | Louis Chiron                  | Scuderia Ferrari             | Alfa Romeo Tipo B  | 8     | Transmission          | 5      |
| Abd. | 10 | Hans Stuck                    | Auto Union AG                | Auto Union Type B  | 7     | Freins                | 3      |

- Légende: Abd.=Abandon - Np.=Non partant.

## Pole position et record du tour
- Pole position :  Achille Varzi (Auto Union) en 5 min 20 s 1.
- Meilleur tour en course :  Tazio Nuvolari (Alfa Romeo) en 5 min 29 s 1.